# James Long (5e baronnet)
James Long, 5e baronnet (1682-16 mars 1729) est un propriétaire terrien anglais et un homme politique conservateur qui siège à la Chambre des communes anglaise et britannique entre 1695 et 1729.

## Biographie
Fils de James Long et de son épouse Susan Strangways, il est né à Athelhampton et baptisé à Melbury House, Dorchester, Dorset en 1682. Il est le petit-fils de James Long (2e baronnet) (en) et frère de la célèbre beauté du Kit-Cat club, Anne Long (en) (c. 1681 - 1711). Il succède comme baronnet à son frère Giles Long, 4e baronnet, en 1698. Il épouse Henrietta Greville le 6 juin 1702 à St Martin-in-the-Fields, Westminster, Londres. Elle est la fille de Fulke Greville, 5e baron Brooke et de son épouse Sarah Dashwood, et une descendante du comte de Bedford. À la mort de sa grand-mère Dorothy long en 1710, il hérite de Draycot et du manoir d'Athelhampton, d'autres terres dans le Wiltshire et du Dorset, et une propriété près de Ripon dans le Yorkshire. Il utilise l'héritage pour acheter plus de terres dans le Dorset, à côté d'Athelhampton, dans les manoirs de Burleston et Southover.
Il est élu député de Chippenham aux Élections générales anglaises de 1705 et de nouveau en 1708 et 1710. Aux élections générales britanniques de 1715, il est réélu député de Wootton Bassett. Il ne se présente pas aux Élections générales britanniques de 1722 mais est réélu comme député du Wiltshire en 1727.
Il est décédé le 16 mars 1729 à sa résidence de Londres, dans la rue Jermyn, d'apoplexie. Il a quatre filles et deux fils de son mariage. Quatre de ses six enfants lui ont survécu, dont Robert qui lui succède comme baronnet. Sa fille Susanna créé un scandale en épousant le jardinier de sa mère en 1732, comme le note dans son journal John Perceval (1er comte d'Egmont) (lié de loin par le mariage aux Longs). Lady Henrietta Long est décédée le 19 mai 1765 à Bath.